# Matt Czuchry
Matthew Charles Czuchry (Manchester, New Hampshire, 1977. május 20. –) amerikai színész.

## Életrajza
Apja, Andy professzor az East Tennessee State University-n, anyja, Sandra háztartásbeli. Három testvére van: Mike, AJ és Karen. 1995-ben érettségizett a Science Hill High School-ban. 1999-ben a College of Charleston -on BA fokozattal történelemből és politikatudományból szerzett BA fokozatot. 1998-ban elnyerte a Mr. College of Charleston címet. Czuchry tenisz-ösztöndíjjal ment a főiskolára, ő volt a férfi teniszcsapat kapitánya. Egyik tanára bátorította, hogy főszakját változtassa dráma szakra.

## Karrier
Első szerepét a WB televíziós csatorna Will és a haverok c. sorozatában kapta. Karrierjében az áttörés 2004-ben következett be, amikor megkapta Logan Huntzberger szerepét a Szívek szállodája című sorozatban, melyben három évadon keresztül, a sorozat végéig szerepelt. Ezt megelőzően egyébként visszatérő vendégszereplő volt a CBS csatorna Hack c. sorozatában.

## Filmográfia

### Filmek
| év              | film                                              | szerep      |
| --------------- | ------------------------------------------------- | ----------- |
| 2008 (forgatás) | I Hope They Serve Beer In Hell                    | Tucker Max  |
| 2006            | Hooked                                            | Scotty      |
| 2004            | Holdtánc (Em & Me)                                | Chase       |
| 2003            | Advantage Hart                                    |             |
| 2002            | Mérges pókok (Eight Legged Freaks)                | Bret        |
| 2002            | A Midsummer Night's Rave                          | Evan        |
| 2002            | Nagy franc a kis francia (Slap Her… She's French) | Kyle Fuller |

### Sorozatok
| év         | sorozat                             | epizódok   | szerep                      |
| 2023-2024  | Amerikai Horror Story               | 9          |                             |
| ---------- | ----------------------------------- | ---------- | --------------------------- |
| 2018-2023  | A Rezidens (The Resident)           | 107 epizód | Dr. Conrad Hawkins          |
| 2009- 2016 | A férjem védelmében (The Good Wife) |            | Cary Agos                   |
| 2008       | Friday Night Lights                 | 4 epizód   | Chris Kennedy               |
| 2006       | Veronica Mars                       | 1 epizód   | Charlie Stone/Norman Phipps |
| 2004- 2007 | Szívek szállodája (Gilmore girls)   | 59 epizód  | Logan Huntzberger           |
| 2003- 2004 | Hack - Mindörökké zsaru (Hack)      | 12 epizód  | Jamie Farrel                |
| 2003       | Jake 2.0                            | 1 epizód   | Darin Metcalf               |
| 2002       | Hetedik mennyország (7th Heaven)    | 1 epizód   | Carl                        |
| 2002       | Ügyvédek                            | 1 epizód   | Skip Hyman                  |
| 2000       | Will és a haverok (Young Americans) | 5 epizód   | Sean McGrail                |
| 2000       | Nemek harca (Opposite Sex)          | 1 epizód   | Kurt                        |

## Magánélete
2000-ben, a Will és a haverok forgatásán ismerte meg Kate Bosworth-t, aki 2002-ig a barátnője volt.

## További információ
- Hivatalos oldal
- Matt Czuchry a PORT.hu-n (magyarul)
- Matt Czuchry az Internetes Szinkronadatbázisban (magyarul)
- Matt Czuchry az Internet Movie Database-ben (angolul)
- Matt Czuchry a Rotten Tomatoeson (angolul)